# 神泉村
神泉村（かみいずみむら）は、かつて埼玉県北西部にあった村。
城峯公園の冬桜でよく知られていた。2006年1月1日に神川町と合併し新しい神川町の一部となったため消滅。
村内全域でデポジット制度を実施していた。2月には城峯神社節分祭があり、大勢の人でにぎわっていた。中山間地に位置する影響により気候は冷涼であった。
村名の由来は、当村内の横隈山、城峯山の両山を『神山』と称していたことと、中世に当村一帯に『若泉荘』と言う荘園が存在していたことから、両者から『神』と『泉』を合わせて名付けた。

## 地理
南側の秩父市、秩父郡皆野町と3市町村の範囲が重なる点に城峯山がそびえていた。北側の群馬県藤岡市との境界に神流川が流れ、下久保ダムによって形成された神流湖があった。村の中心部は東北部にあり、そのすぐ近くに埼玉国際ゴルフ倶楽部があった。西部には城峯公園があった。

## 歴史
- 縄文時代には既に人が住んでいた。
- 1889年4月1日 - 渡瀬村、下阿久原村、上阿久原村が合併して若泉村が誕生する。
- 1948年4月1日 - 矢納村が秩父郡から児玉郡へ。
- 1949年12月1日 - 若泉村が分割され、旧下阿久原村と旧上阿久原村は阿久原村として独立する。
- 1954年9月1日 - 阿久原村と矢納村が合併し、神泉村となる。
- 2006年1月1日 - 神川町と合併し、新「神川町」の一部となる。

## 行政
貫井清英および父の清憲からなる一族は、1954年に村が成立して以来一貫して村長の座を占めていた。
- 村長:貫井清英（1982年から2005年まで）

## 経済
- 主な産業：農業（特に乳牛飼育）、林業
- 産業人口（2000年国勢調査による）
  - 第1次産業 - 108人
  - 第2次産業 - 238人
  - 第3次産業 - 290人
- ヤマキ醸造株式会社
- 株式会社ななくさの郷「松田マヨネーズ」

## 姉妹都市・提携都市

### 国内
- 渋谷区神泉町自治会（東京都）
  - 1987年5月5日姉妹都市提携

## 地域

### 教育
- 神泉村立神泉小学校 (現:神川町立神泉小学校)
- 神泉村立神泉中学校 (神川町立神泉中学校→現在生徒数減少により閉校。跡地は神川町多目的交流施設)

### 医療
- 埼玉県唯一の無医村であった。また、村内には薬局も存在していなかった。

## 交通

### 鉄道路線
村内に鉄道路線はなかった。バスの便を考えると最寄り駅は神川町にある八高線丹荘駅から神泉村役場までのバスの所要時間は約20分であった。朝日バスは神泉村役場 - 丹荘駅 - 本庄駅 - 本庄早稲田駅（一部）という路線を当時設定していた。

### 道路
村内に高速道路は存在しなかった。最寄りは、本庄児玉IC。
- 県道
  - 埼玉県道13号前橋長瀞線
  - 埼玉県道289号矢納鬼石線
  - 埼玉県道331号太田部鬼石線

### バス
- 朝日自動車
- 神泉村営バス（神泉村役場 - 冬桜の宿）→神川町への合併に伴い神川町営バスへ移行

## 名所・旧跡・観光スポット
- 三波石峡 - 国の名勝・天然記念物。（1957年7月3日指定）
- 冬桜祭
- 城峯公園
- 冬桜の宿 神泉
- 下久保ダム
- 埼玉県100年の森